# Битка за Берлин
Битката за Берлин е последната мащабна операция на съветските войски срещу Германия през Втората световна война. Тя е финалната част от Берлинската настъпателна операция (16 април 1945 г. – 2 май 1945 г.). По време на нея Червената армия превзема столицата на Нацистка Германия и слага край на Втората световна война в Европа. Операцията продължава от 25 април до 2 май 1945 г. Тя приключва с щурма на Райхстага (30 април 1945 г. – 2 май 1945 г.) и забиването на Знамето на Победата. На 2 май 1945 г. Берлинският гарнизон капитулира. Остават отделни огнища на съпротива до 8 май. Битката за Берлин е една от най-кръвопролитните във Втората световна война и с най-голям брой жертви за най-кратко време. В Берлинската операция участват и полски войски.
След успешната Висло-Одерска операция от януари-февруари 1945 г. Червената армия се позиционира на 60 km източно от Берлин. На 9 март Германия създава отбранителния си план за града. Първата отбранителна подготовка в покрайнините на града е направена на 20 март от новоназначения генерал Готард Хайнрици. Когато съветската офанзива продължава на 16 април, две съветски фронтови групи армии атакуват Берлин от изток и юг, докато трета напада северните покрайнини на града. Преди основната битка за столицата да започне, Червената армия обгражда града след успешните битки при Зелов и Халбе. На 20 април, рождения ден на фюрера, 1-ви беларуски фронт, воден от маршал Георгий Жуков нападайки от изток и север, започва артилерийски обстрел в центъра на Берлин, докато маршал Иван Конев с 1-ви украински фронт разбива група армии „Център“ и настъпва към южните предградия на града. На 23 април генерал Хелмут Вайдлинг поема командването над войските в Берлин. Гарнизонът е бил съставен от няколко непълни и неорганизирани Вермахт и Вафен-СС дивизии и необучени членове на Фолксщурм и Хитлерюгенд. През следващата седмица Червената армия напредва към центъра на града, справяйки се с упоритата и отчаяна немска съпротива, къща по къща.
Преди изхода на битката Хитлер и някои от последователите му се самоубиват. Берлинският гарнизон се предава окончателно на 2 май, като отделни боеве продължават в северозападните, западните и югозападните части на града до края на войната в Европа на 8 май, тъй като останалите немски части се опитват да си пробият път към западните Съюзници, за да не се предават на Съветския съюз.

## Прелюдия
На 12 януари 1945 г. Червената армия дава ход на Висло-Одерската операция. На четвъртия ден Червената армия пробива линиите и започва да се придвижва на запад, с по 30 – 40 km на ден, завземайки Източна Прусия, Данциг и Познан и очертавайки линия на 60 km източно от Берлин по наречието на Одра.
Новосъздадената група армии „Висла“, под командването на Райхсфюрер-СС Хайнрих Химлер, опитва контранастъпление, но към 24 февруари то се проваля. Червената армия навлиза в Померания, изчиствайки десния бряг на река Одра, като така достига и Силезия.
На юг бушува битката за Будапеща. Три опита на немски дивизии да облекчат обградената унгарска столица се провалят и Будапеща пада в ръцете на съветите на 13 февруари. Адолф Хитлер настоява за контраатака за възвръщането на района между Драва и Дунав. Целта е да се подсигурят петролните полета на Надканижа и Дунав за бъдещи действия, но на изтощените немски сили е дадена невъзможна задача. Към 16 март Балатонската операция се е провалила и контранастъпление от Червената армия завзема за 24 часа всичко, което немците си връщат за 10 дни. На 30 март съветите навлизат в Австрия, а след Виенската операция превземат Виена на 13 април.
Между юни и септември 1944 г. Вермахтът губи над един милион души и изпитва недостиг на гориво и оръжия, които са нужни за ефективното му действие. На 12 април 1945 г. Хитлер, който вече е решил да остане в Берлин противно на желанията на съветниците си, научава новините, че американският президент Франклин Рузвелт е починал. Това за кратко създава фалшиви надежди във Фюрербункера, че Съюзниците могат да се скарат помежду си и Берлин може да се спаси в последния момент, както се е случвало преди (Чудото на Бранденбургския дом).
Западните Съюзници нямат планове да превземат града по земя. Генерал Айзенхауер губи интерес в надпревара за Берлин и не вижда нужда от допълнителни жертви за атака над град, който би бил в съветската сфера на влияние след войната и предвиждайки масивен приятелски огън в случай, че и двете армии се опитат да окупират града едновременно. Приносът на Западните Съюзници към битката са бомбардировките на Берлин през 1945 г. Американските ВВС нанасят големи дневни удари по Берлин, а в продължение на 36 поредни нощи британски самолети Москито бомбардират немската столица до 20 – 21 април 1945 г., малко преди съветите да навлязат в границите на града.

## Подготовка
Съветската офанзива в сърцевината на Германия има две цели. Йосиф Сталин не вярва, че Западните Съюзници ще отдадат окупираните от тях територии в следвоенната съветска зона, така че започва настъплението на дълъг фронт и се придвижва бързо, за да пресрещне Западните Съюзници възможно най-западно. Първостепенната цел обаче е да се превземе Берлин. Двете цели са взаимно допълващи се, тъй като притежаване на зоната, не може да бъде спечелено бързо, ако Берлин не падне. Друго съображение е, че самият Берлин има важни следвоенни стратегически активи, включително Хитлер и немската ядрена програма. На 6 март Хитлер назначава генерал-лейтенант Хелмут Рейман за командир на Берлинската отбранителна зона, който заема мястото на генерал-лейтенант Бруно Ритер фон Хауеншилд.
На 20 март генерал Готхард Хайнрици е назначен за командир на група армии „Висла“, заменяйки Хайнрих Химлер. Хайнрици е един от най-добрите отбранителни тактици в германската армия и незабавно започва да изгражда отбранителни планове. Хайнрици правилно оценява, че главният съветски тласък ще е през река Одра и по националната магистрала 12 (Bundesautobahn 12). Той решава да не се опитва да защитава бреговете на Одра. Вместо това, той урежда инженерни войски да укрепят възвишенията близо до Зелов, които имат видимост към Одра в точката, където ги пресича аутобана. Това е на около 17 km западно от Одра и 90 km източно от Берлин. Хайнрици разрежда линия в други райони, за да се увеличи наличния човешки ресурс за защита на възвишенията. Немските инженери превръщат заливната тераса на Одра, която вече е напоена от пролетното топене, в блато като изпускат вода от язовир нагоре по течението. На платото зад равнината инженерите построяват три пояса от защитни гнезда, достигащи назад чак до околностите на Берлин. Тези линии са съставени от противотанкови ровове, противотанкови оръдейни гнезда и широка мрежа от окопи и бункери.
На 9 април, след дълга съпротива, пада Кьонгсберг в Източна Прусия. Това дава свобода на 2-ри беларуски фронт на маршал Константин Рокосовски да се придвижи на запад към източния бряг на Одра. Маршал Георгий Жуков концентрира своя 1-ви беларуски фронт, който е позициониран по дължина на Одра от Франкфурт на юг до Балтийско море на север, в област пред възвишенията на Зелов. 2-ри беларуски фронт се придвижва в позицията, освободена от 1-ви беларуски фронт северно от възвишенията на Зелов. Докато тече това прегрупиране се оставят пролуки в линията и остатъците на немската 2-ра армия под командването на генерал Дитрих фон Заукен, която е изолирана близо до Данциг, успява да избяга в делтата на Висла. На юг, маршал Иван Конев прехвърля основната тежест на 1-ви украински фронт от Горна Силезия на северозапад към река Лужичка Ниса.
Трите съветски армии общо имат около 2,5 милиона души (включително 78 556 войници от 1-ва полска армия), 6250 танка, 7500 самолета, 41 600 артилерийски установки и минохвъргачки, 3255 камиона БМ-13 Катюша и 95 383 превозни средства.

## Битка за Одра-Ниса
Секторът, в който се състои по-голямата част от сраженията на офанзивата, са възвишенията на Зелов, последната голяма отбранителна линия извън Берлин. Битката за възвишенията се води в продължение на 4 дни, от 16 до 19 април. Почти един милион червеноармейски войници и над 20 000 танка и артилерийски установки са разгърнати за пробив към пътя за Берлин, който е защитаван от около 100 000 германски войници и 1200 танка и оръдия. Съветските сили, водени от Жуков, пробиват през защитните позиции, губейки 30 000 души, докато немците губят 12 000.
На 19 април 1-ви беларуски фронт преминава през последната линия на възвишенията на Зелов, като между тях и Берлин има само разпокъсани германски формирования. 1-ви украински фронт, вече завзел град Форст, напредва свободно из селските райони. Един силен тласък от 3-та гвардейска армия на Василий Гордов, 3-та гвардейска танкова армия на Павел Рибалко и 4-та гвардейска танкова армия на Дмитрий Лелюшенко се насочват на североизток към Берлин, докато другите армии тръгват на запад към част от фронтовата линия на американската армия югозападно от Берлин при Елба. С тези ходове съветските сили създават клин между немската група армии „Висла“ на север и група армии „Център“ на юг. Към края на деня немската източна фронтова линия северно от Франкфурт около Зелов и на юг около Форст вече не съществува. Тези пробиви позволяват на двата съветски фронта да приложат клещовидна маневра срещу немската 9-а армия западно от Франкфурт. Опитите на 9-а армия да се измъкне на запад водят до битката при Халбе. Жертвите сред съветските войски са многобройни, като между 1 и 19 април са изгубени 2807 танка, от които поне 727 при възвишенията на Зелов.
Междувременно британски самолети провеждат мащабни въздушни удари срещу немските позиции във вътрешността на Берлин.

## Обграждане на Берлин
На 20 април 1945 г., 56-ия рождения ден на Хитлер, съветска артилерия от 1-ви беларуски фронт започва обстрел на Берлин и не спира до предаването на града. Тежестта на обстрела, произведен от съветската артилерия по време на битката, е по-голяма от тази на всички бомби, пуснати от бомбардировачите на Западните Съюзници върху града. Докато 1-ви беларуски фронт напредва на изток и североизток от града, 1-ви украински фронт настъпва през последните формирования на северното крило на група армии „Център“ и преминава северно от Ютербог над половината път към американската фронтова линия на река Елба при Магдебург. На север, между Шчечин и Швет, 2-ри беларуски фронт напада северния фланг на група армии „Висла“, държан от 3-та танкова армия на Хасо фон Мантойфел. На следващия ден 2-ра гвардейска армия на Семьон Богданов напредва почти 50 km северно от Берлин и след това атакува югозападно от Вернойхен. Съветският план е да се обгради първо Берлин, след което да се обгради 9-а армия.
Командването на немския 5-и армейски корпус, хванат в капан с 9-а армия северно от Форст, преминава от 4-та танкова армия към 9-а армия. Корпусът все още се държи на линията Берлин-Котбус. Група армии „Център“ на фелдмаршал Фердинанд Шьорнер предприема контраатака, целяща да пробие към Берлин от юг и да осъществи първоначално настъпление (битка при Бауцен) в района на 1-ви украински фронт, като напада 2-ра полска армия и елементи на съветските 52-ра армия и 5-а гвардейска армия. Когато старият южен фланг на немската 4-та танкова армия постига местен успех срещу 1-ви украински фронт, Хитлер дава заповеди, които показват, че схващанията му за военната реалност са изчезнали. Той нарежда на 9-а армия да задържи Котбус и да установи линия на запад. След това трябва да нападат съветските колони, напредващи на север. Предполага се, че това ще им позволи на образуват клещи, които ще срещнат немската 4-та танкова армия, идваща от юг, и да обхванат 1-ви украински фронт, за да го унищожат. Трябва да изчакат атака от юг на немската 3-та танкова армия и да са в готовност да бъдат южното крило на клещовидна маневра срещу 1-ви беларуски фронт, който ще бъде разбит от отряда на генерал Феликс Щайнер, настъпващ от Берлин. По-късно през деня, когато Щайнер обяснява, че не разполага с нужните дивизии за да направи това, Хайнрици обяснява на щаба на Хитлер, че ако 9-а армия не се изтегли мигновено, тя ще бъде обградена от съветските сили. Той подчертава, че вече е твърде късно за отстъпление на североизток към Берлин и че ще трябва да се изтегли на запад. Хайнрици продължава, че ако Хитлер не му позволи да продължи на запад, той ще поиска да бъде освободен от длъжност.
На 22 април 1945 г., на следобедната си конференция за ситуацията, Хитлер изпада в печален гняв (драматизиран в немския филм от 2004 г. Крахът на Третия райх]]), когато осъзнава, че плановете му от предния ден, не могат да бъдат изпълнени. Той обявява, че войната е изгубена, обвинявайки генералите за загубата и заявявайки, че ще остане в Берлин до края, след което ще се самоубие.
В опит да успокои Хитлер, генерал Алфред Йодъл спекулира, че 12-а армия на генерал Валтер Венк, която е изправена срещу американците, би могла да се придвижи към Берлин, тъй като е слабо вероятно американците при река Елба да се придвижат още на изток. Това негово предположение се базира на това, че е запознат с превзети документи, описващи подялбата на Германия сред Съюзниците. Хитлер веднага схваща идеята и часове по-късно на Венк е наредено да придвижи 12-а армия на североизток в подкрепа на Берлин. Тогава осъзнава, че ако 9-а армия се изтегли на запад, тя би могла да се свърже с 12-а армия. Вечерта на Хайнрици е позволено да осъществи връзката.
2-ри беларуски фронт вече е подсигурил мост на 15 km от западния бряг на Одра и е влязъл в тежка схватка с немската 3-та танкова армия. 9-а армия вече е изгубила Котбус и бива атакувана от изток. Съветски танков авангард се намира на река Хафел източно от Берлин, а друг вече е пробил отбранителния пръстен на Берлин в една точка.
Столицата вече е попаднала в обсега на артилерията. На 23 април 1945 г. съветските 1-ви беларуски фронт и 1-ви украински фронт продължават да стесняват обкръжението, разкъсвайки последната връзка между немската 9-а армия и града. Елементи на 1-ви украински фронт продължава да се придвижват на запад и започват сражение с немската 9-а армия, която се движи към Берлин. На същия ден Хитлер назначава генерал Хелмут Вайдлинг за командир на Берлинската отбранителна зона, замествайки генерал-лейтенант Рейман.
Beevor 2002, с. 286
Междувременно, към 24 април елементи на 1-ви беларуски фронт и 1-ви украински фронт завършват обграждането на града. На 25 април то е затвърдено, като водещите съветски единици проучват и пробиват отбранителната линия на крайградската железница. До края на деня става ясно, че немската защита на града е неспособна да направи каквото и да е, освен временно да забави превземането на града от съветите, тъй като решителните етапи на битката вече са минали и са били загубени от немците извън града. По това време офанзивата на Шьорнер, която първоначално е успешна, е осуетена, макар той да успява да нанесе значителни щети по противниковите полски и съветски части, забавяйки хода им.

## Битка в Берлин
Наличните войски на генерал Вайдлинг за отбраната на града включват грубо 45 000 войници от няколко сериозно изтощени дивизии на Вермахта и Вафен-СС. Тези дивизии са допълвани от полицейски сили, момчета от Хитлеровата младеж и Фолксщурм. Много от възрастните мъже във Фолксщурм вече са били в армията като по-млади, а някои са ветерани от Първата световна война. Хитлер назначава бригадефюрер Вилхелм Монке за военен командир на централния район, който включва Райхсканцеларията и Фюрербункера. Той разполага с над 2000 души. Вайдлинг организира защитата в осем сектора, обозначени с букви от 'A' до 'H', като всеки е командван от полковник или генерал, но повечето нямащи боен опит. Западно от града се намира немската 20-а пехотна дивизия, а на север се намира 9-а парашутна дивизия. На североизток от града се намира танкова дивизия „Мюнхеберг“, а на югоизток и на изток от летище Темпелхоф е разположена 11-а СС доброволческа танково-гренадирска дивизия СС Нордланд. Резервата, 18-а пехотна дивизия, се намира в централния район на Берлин.
На 23 април 5-а ударна армия на Николай Берзарин и 1-ва гвардейска танкова армия на Михаил Катуков нападат Берлин от югоизток и, след като преодоляват контраатака на немския 56-и танков корпус, достигат Берлинската крайградска железница при северната страна на Телтов към вечерта на 24 април. През същия период, от всички немски войски, на които е наредено да укрепят вътрешните защити на града, само малък контингент от френски СС доброволци под командването на бригадефюрер Густав Крукенберг пристигат в Берлин. На 25 април Крукенберг е назначен за командир на отбранителен сектор 'C', секторът под най-голям натиск от съветското настъпление срещу града.
На 26 април 8-а гвардейска армия на Василий Чуйков и 1-ва гвардейска танкова армия си пробиват път през южните покрайнини на града и нападат летище Темпелхоф, малко след отбранителния пояс на крайградската железница, където срещат тежка съпротива от дивизия „Мюнхеберг“. Към 27 април двете отслабнали дивизии „Мюнхеберг“ и „Нордланд“, които защитава югоизтока, са изправени срещу пет съветски армии, от изток на запад: 5-а ударна армия, 8-а гвардейска армия, 1-ва гвардейска танкова армия и 3-та гвардейска танкова армия. Немците са принудени да отстъпят към центъра, заемайки нови отбранителни позиции около Херманплац. Крукенберг информира Ханс Кребс, началник на ОКХ, че след 24 часа „Нордланд“ ще трябва да се изтегли към централния сектор 'Z'. Съветското настъпление към центъра на града се провежда по няколко главни направления, като най-тежките сражения се водят при Райхстага, моста Молтке, Александерплац и мостовете Хафел при Спандау с престрелки на къси разстояния от къща на къща. Чуждестранните контингенти на СС се сражават изключително яростно, тъй като са мотивирани идеологически и вярват, че нямат да оцелеят ако бъдат заловени.

### Битка за Райхстага
В ранните часове на 29 април съветската 3-та ударна армия преминава моста Молтке и започва да навлиза в близките улици и сгради. Първоначалните нападения срещу сгради, включително министерството на вътрешните работи, са забавени, поради липсата на поддържаща артилерия. Едва когато повредените мостове са поправени, артилерията успява да се придвижи напред за подкрепление. В 4 часа сутринта във Фюрербункера Хитлер подписва своята последна воля и завещание и малко след това се жени за Ева Браун. На зазоряване съветите натискат от югоизток. След много тежки сражения те успяват да завземат щаб-квартирата на Гестапо, но контраатака на Вафен-СС принуждава съветите да се изтеглят от сградата. На югозапад 8-а гвардейска армия напада на север отвъд канала Ландвер срещу Тиергартен.
Към 30 април съветите решават проблемите си с мостовете и артилерията към 6 часа сутринта започва обстрел на Райхстага, но поради наличието на немски укрепления и поддръжката на оръдия 12,8-cm-Flak 40 от 2 km, разположени върху противовъздушна кула в Берлинския зоопарк, едва към вечерта на същия ден съветите успяват да влязат в сградата. Райхстагът не се използва след опожаряването му през февруари 1933 г. и вътрешността му прилича повече на куп развалини, отколкото на правителствена сграда. Немските войски в него се възползват от това и се укрепяват здраво. Следват яростни сражения от стая в стая. По това време все още има голям контингент от немски войници в мазето, които започват контраатаки срещу Червената армия. Към 2 май 1945 г. Червената армия вече контролира изцяло сградата. Известната снимка на двамата войници, закрепящи съветския флаг на покрива на Райхстага, е възстановка за снимка, направена ден след превземането на сградата. За съветите събитието, представено с тази снимка, става символично за тяхната победа, демонстрирайки, че битката за Берлин, както и действията на Източния фронт като цяло завършват с абсолютна съветска победа.

### Битка за центъра
През ранните часове на 30 април Вайдлинг лично информира Хитлер, че защитните вероятно ще свършат амунициите си през нощта. Хитлер му дава позволение да се опита да пробие през обкръжението на Червената армия. Този следобед Хитлер и Браун се самоубиват и телата им са кремирани недалеч от бункера. Според завещанието на Хитлер, адмирал Карл Дьониц става президент на Германия (райхспрезидент) в новото Фленсбургско правителство, а Йозеф Гьобелс става новия канцлер на Германия (райхсканцлер).
Докато периметърът се свива и оцелелите защитници бягат, те се концентрират в малък район в центъра на града. По това време в центъра се намира 10 000 немски войници, които биват атакувани от всички страни. Един от основните тласъци се състои по улица Вилхелмщрасе, на които въздушното министерство, построено от стоманобетон, бива ударено от съветска артилерия. Останалите танкове заемат позиции на изток от Тиергартен, за да се защитават от 3-та ударна армия на Василий Кузнецов (която макар да се сражава около Райхстага, също напада по фланговете района северно от Тиергартен) и 8-а гвардейска армия, която напредва южно от Тиергартен. Тези съветски сили ефективно прекъсват района, държан от немците и правят всеки опит за бягство на запад от немците в центъра далеч по-сложен.
През ранните часове на 1 май Кребс разговаря с генерал Чуйков, командир на 8-а гвардейска армия, информирайки го за смъртта на Хитлер и желание да се преговаря за предаване на града. Те не успяват да се споразумеят, тъй като съветите настояват за безусловна капитулация, а Кребс твърди, че няма правомощието да се съгласи на подобно нещо. Гьобелс се обявява против капитулацията. Следобеда Гьобелс и жена му убиват децата си, а след това и себе си. Смъртта на Гьобелс премахва последната спънка, която пречи на Вайдлинг да приеме безусловната капитулация на гарнизона си, но избира да забави предаването си до следващата сутрин, за да позволи планирания пробив да се случи под прикритието на нощта.

### Пробив и капитулация
През нощта на 1 срещу 2 май повечето от остатъците на берлинския гарнизон се опитват да избягат извън центъра на града в три различни посоки. Само тези, които се насочват на запад през Тиергартен към Шпандау успяват да пробият съветските линии. Малцина от тези, които оцеляват след първоначалния пробив успяват да се доберат до линиите на Западните Съюзници – повечето или са убити, или заловени от външното обкръжение на Червената линия. Рано сутринта на 2 май съветите завземат Райхсканцеларията. Генерал Вайдлинг се предава с щаба си в 6 часа сутринта. Той е отведен при генерал Василий Чуйков в 8:23 часа, където Вайдлинг нарежда на защитниците на града да се предадат на съветската армия.
350-членният гарнизон на зенитната кула в зоопарка напуска сградата. Има спорадични боеве в няколко изолирани сгради, където някои войски на СС отказват да се предадат, но съветите унищожават тези сгради до развалини.

## Битка извън Берлин
Между 28 и 29 април генерал Готхард Хайнрици, командващ група армии „Висла“, е освободен от длъжността си, след като не се подчинява на пряката заповед на Хитлер да удържи Берлин на всяка цена и никога да не преминава в отстъпление. Заменен е от генерал Курт Щудент. Междувременно генерал Курт фон Типелскирх поема длъжността на Хайнрици, докато Щудент пристигне и поеме контрол. Все пак, бързо влошаващата се ситуация, срещу която са изправени немците, означава, че командването на групата армии през последните дни на войната е от малко значение. 

### Север
Докато 1-ви беларуски фронт и 1-ви украински фронт обграждат Берлин и започват битка за самия град, 2-ри беларуски фронт на Рокосовски започва офанзивата си на север от Берлин. На 20 април между Шчечин и Швет 2-ти беларуски фронт напада северния фланг на група армии „Висла“, държан от 3-та танкова армия. Към 22 април 2-ти беларуски фронт вече е подсигурил мост от източната страна на Одра и е над 15 km навътре, докато участва в тежки сражения с немската 3-та танкова армия. На 25 април 2-ри беларуски фронт пробива линията на 3-та танкова армия около моста южна от Шчечин и се оказва свободен за движение на запад към 21-ва група армии на Бърнард Монтгомъри и на север към балтийското пристанище Щралзунд.
Немските 3-та танкова армия и 21-ва армия, намиращи се на север от Берлин, се изтеглят на запад под безмилостния натиск на 2-ри беларуски фронт и накрая са изтласкани към район с дължина 32 km, който се разпростира от Елба до морския бряг. На запад от тях се намира британската 21-ва група армии (която на 1 май пробива през мост на Елба и бърза да превземе морските градове Висмар и Любек), на изток от тях е 2-ри беларуски фронт, а на юг е американската 9-а армия, която вече е достигнала до Людвигслюст и Шверин.

### Юг
Успехът на 1-ви украински фронт през първите девет дни на битката означава, че към 25 април той вече заема големи райони на юг и югозапад от Берлин. Авангардът му среща елементи на 1-ви беларуски фронт западно от Берлин, като така завършва обкръжението на града. Междувременно, 58-а гвардейска дивизия и 5-а гвардейска армия от 1-ви украински фронт осъществяват контакт с 69-а пехотни дивизия на американската 1-ва армия близо до Торгау на река Елба. Тези движения прекършват немските сили южно от Берлин на три части. Немската 9-а армия е обградена при Халбе 12-а армия, подчиняваща се на заповедта на Хитлер от 22 април, се опитва да си прокара път до Берлин от югозапад, но среща здравата съпротива на 1-ви украински фронт около Потсдам. Група армии „Център“ на Шьорнер е принудена да се оттегли от битката за Берлин по комуникационните си линии към Чехословакия.
Между 24 април и 1 май немската 9-а армия води отчаяни сражения, за да избегне от обкръжението си в опит да се свърже с 12-а армия. Хитлер вярва, че след успешен пробив, 9-т армия би могла да обедини сили с 12-а армия и да се облекчи ситуацията в Берлин. Няма доказателства генералите Хайнрици или Венк да са смятали това за осъществимо, но съгласието на Хитлер 9-а армия да пробие през съветските линии позволяват на много немски войници да избягат на запад и да се предадат на американската армия.
На зазоряване на 28 април младежките танкови дивизии „Клаузевиц“, „Шарнхорст“ и „Теодор Кьорнер“ нападат от югозапад в посока към Берлин. Те са част от 20-и армейски корпус на Венк и са съставени от мъже от офицерските училища, което ги прави един от най-добрите останалите единици на германците. Покриват разстояние от 24 km, преди да бъдат спрени при езерото Швиловзе, югозападно от Потсдам и на 32 km от Берлин. През нощта генерал Венк докладва на Върховното командване, че 12-т армия е била принудена да се изтегли по целия фронт. Според Венк, атака към Берлин не е възможна. По това време не може да се очаква подкрепа от 9-а армия. Междувременно, около 25 000 немски войници от 9-а армия, заедно с няколко хиляди цивилни, успява да достигне линиите на 12-а армия, след като пробива обкръжението си при Халбе. Жертвите и от двете страни са многобройни. Близо 30 000 немци са погребани след битката на гробището при Халбе. Около 20 000 червеноармейци загиват в опит да спрат пробива. Това са официалните бройки, но останките на още хора, загинали в битката, биват откривани и до днес.
След като се проваля да достигне Берлин, 12-а армия на Венк се изтегля, сражавайки се, към Елба и американските линии, като предоставя на оцелелите от 9-а армия допълнителен транспорт. Към 6 май много немските части са прекосили Елба и са се предали на американската 9-а армия. Междувременно, 12-а армия, чиято щаб-квартира се намира в парка на Шьонхаузен, попада под тежък съветски артилерийски обстрел и е свита в район от 8 на 2 km.

### Капитулация
През нощта на 2 срещу 3 май генерал Хасо фон Мантойфел, командир на 3-та танкова армия, заедно с генерал Курт фон Типелскирх, командир на 21-ва армия, се предават на американската армия. 2-ра армия на Дитрих фон Заукен, която се сражава североизточно от Берлин в делтата на Висла, се предава на съветската армия на 9 май. Сутринта на 7 май периметърът на 12-а армия започва да се разпада. Следобеда Венк преминава Елба под обстрел и се предава на американската 9-а армия.

## Последици
Според съветски трудове, основаващи се на архивни данни, съветските сили губят 81 116 души по време на операцията, включително при възвишенията на Зелов и при Халбе. Ранените са 280 251. Операцията струва на съветите 1997 танка и самоходни артилерийски установки. Съветските данни сочат и за 458 080 убити немци и 479 298 заловени, но немските изследвания поставят бройка от 92 000 до 100 000 мъртви. Броят на цивилните жертви е неизвестен, но поне 125 000 души са загинали по време на операцията.
В районите, които Червената армия завладява, съветските власти вземат мерки да възстановят жизненоважните услуги. Почти целият транспорт във и извън града е изкаран от строя, а бомбардираната канализация замърсява водните запаси на града. Съветските власти назначават местни немци, които да оглавяват всеки блок и да организират почистващи работи. Червеноармейците полагат усилия да хранят жителите на града. Николай Берзарин нарежда да се създадат безплатни трапезарии, където немски граждани и войници да се хранят. След капитулацията съветите претърсват всички къщи, арестувайки всеки в униформа, включително пожарникари и железничари.
По време на нашествието и в дните непосредствено след него, в много райони на града отмъстителни съветски войски прибягват до масови изнасилвания, плячкосване и убийства.
Въпреки съветските усилия да се възстанови града и да се доставя храна, гладът остава проблем. През юни 1945 г., месец след капитулацията, средностатистическият берлинчанин получава едва 64% от нужната му дневна дажба от 1240 калории. Из града около един милион души са без дом.